# نویلهه
نویلهه (به آلمانی: Neulehe) یک شهر در آلمان است که در امسلاند واقع شده‌است. نویلهه ۷۳۱ نفر جمعیت دارد.